# Sigge Almén
Sigge Theodor Frans Almén, född 2 april 1881 i Solberga, Bohuslän, död 7 augusti 1914 i Stockholm, var en svensk författare och möbelarkitekt.
Almén, som var prästson, blev student vid Göteborgs latinläroverk 1898, studerade vid Tekniska högskolan 1898–1999 och idkade därefter språk- och konststudier i Italien 1904 och 1907, varefter han kom att verka som möbelarkitekt. Som sådan ivrade han för sökandet efter funktionella möbeltyper. Han var verkställande direktör för Sävsjö möbelsnickeri 1909–12 och chef för firman A. Selander & söners avdelningskontor i Stockholm 1912. Som författare debuterade han 1903 med romanen Folke Rehn där livet på ett sanatorium skildras. Den följdes 1906 av Kumlagården, som beskriver en mans utvecklingshistoria.